# Palace of Westminster
Het Palace of Westminster, ook bekend onder de naam Houses of Parliament, staat aan de oever van de Theems in de Londense wijk Westminster.
Het paleis is de zetel van het Britse parlement, dat bestaat uit het Lagerhuis (House of Commons, vergelijkbaar met de Nederlandse Tweede Kamer of de Belgische Kamer van volksvertegenwoordigers) en het Hogerhuis (House of Lords, vergelijkbaar met de Nederlandse Eerste Kamer of de Belgische Senaat). Sinds 1987 staat het samen met Westminster Abbey en Saint Margaret's Church op de Werelderfgoedlijst van UNESCO.

## Geschiedenis
Op de plek van het huidige gebouw was al bebouwing aanwezig in de tijd van de Angelsaksen. De oudste nu nog bestaande gebouwen dateren echter uit ongeveer 1097. Koning Eduard de Belijder legde de grondvesten van het huidige gebouw door er rond het jaar 1050 een paleis te bouwen. Tot 1512 was dit het koninklijk verblijf van de Engelse koningen. In dat jaar vond een brand plaats, waardoor koning Hendrik VIII moest verhuizen naar het Palace of Whitehall. Niettemin is het gebouw nu nog altijd een paleis.
Op 20 januari 1265 vond hier de eerste bijeenkomst plaats van een Engels parlement. Met enige onderbrekingen is dit sindsdien de vergaderplaats van het parlement gebleven. Bij een grote brand in 1834 ging het grootste deel van het gebouw verloren. Na de herbouw in neogotische stijl (bouwbedrijf Grissell and Peto, waar Samuel Morton Peto een van de twee partners was; architect Augustus Welby Northmore Pugin) in 1870 betrokken het Lagerhuis en het Hogerhuis hun huidige onderkomen.

## Gebouw
Het gebouw heeft ongeveer 1.000 kamers, 100 trappen en meer dan drie kilometer aan gangen. Enkele delen stammen nog uit de periode van voor de brand in 1834, maar het grootste deel dateert van de wederopbouw in 1870.
Opvallende kenmerken van het gebouw:
- De 96 meter hoge klokkentoren (Elizabeth Tower, in 2012 zo genoemd ter ere van het diamanten regeringsjubileum van Elizabeth II, daarvoor simpelweg bekend als Clock Tower), die beter bekend is onder de benaming Big Ben. Big Ben is in werkelijkheid de bijnaam van de grote slagklok die in de toren hangt.
- Westminster Hall, waarvan de oudste delen stammen uit de Normandische tijd en een fraai houten plafond bevatten.
- Het Hoger- en Lagerhuis liggen in het centrale deel van het gebouw.
- De Victoria Tower is de vierkante toren aan de zuidwestelijke kant.

## Trivia
- De 'grote zaal' van Zweinstein in de Harry Potterfilms is gebaseerd op de Westminster Hall.
- Op 22 maart 2017 vond er een aanslag plaats bij het paleis, terwijl er vergaderd werd over de Brexit. Hierbij werden meerdere mensen met een mes aangevallen en met een auto aangereden.

## Geboren
- Eduard I van Engeland (1239-1307), koning van Engeland (1272-1307)

## Galerij

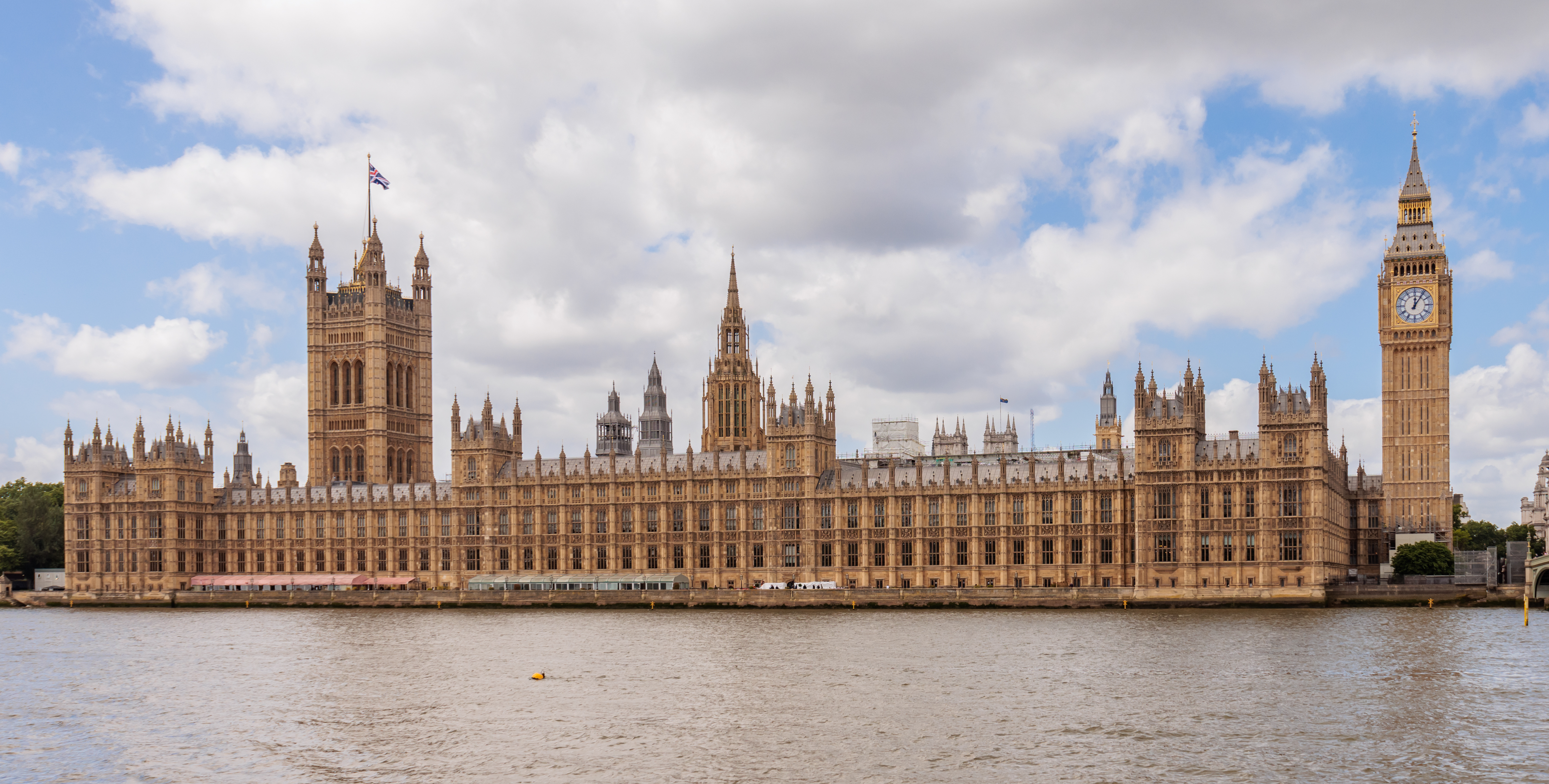
Uitzicht vanaf de zuidelijke oever van de Theems: links Victoria Tower en The House of Lords. Rechts de Elizabeth Tower en The House of Commons. Op de achtergrond Westminster Abbey (torens met een vlag).
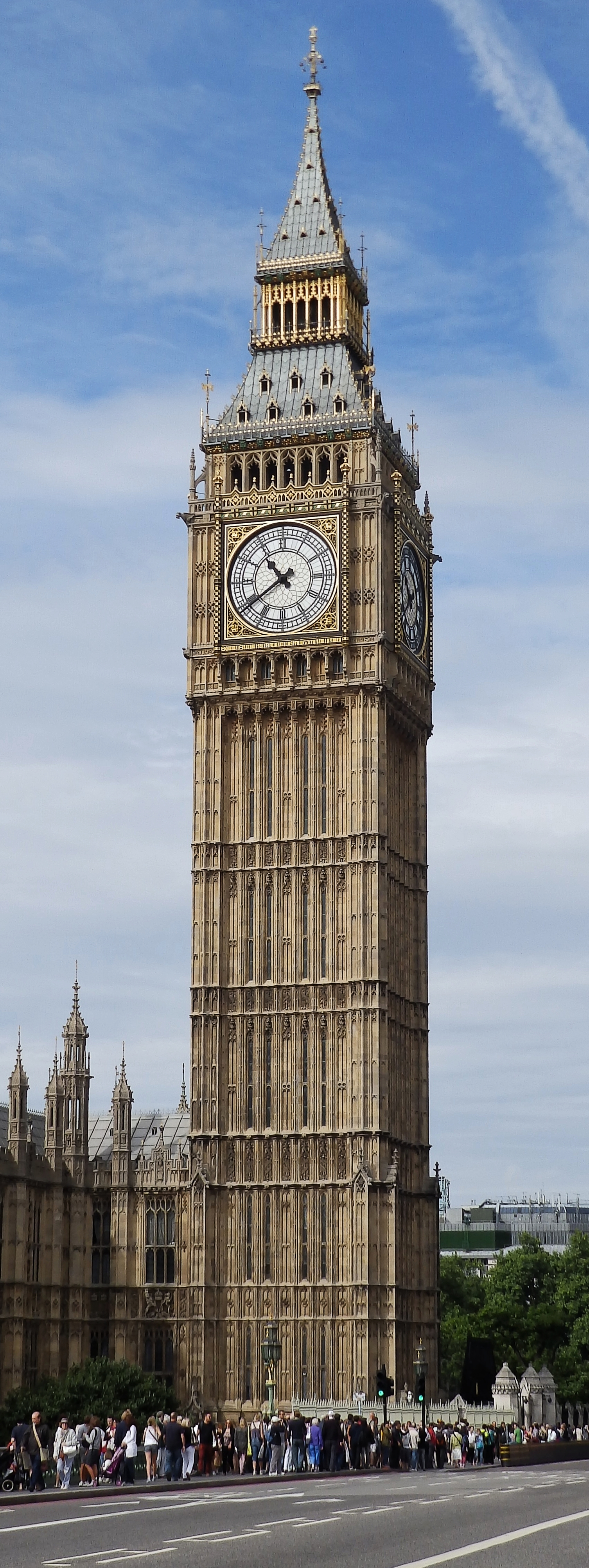
Elizabeth Tower, voorheen Clock Tower, met Big Ben
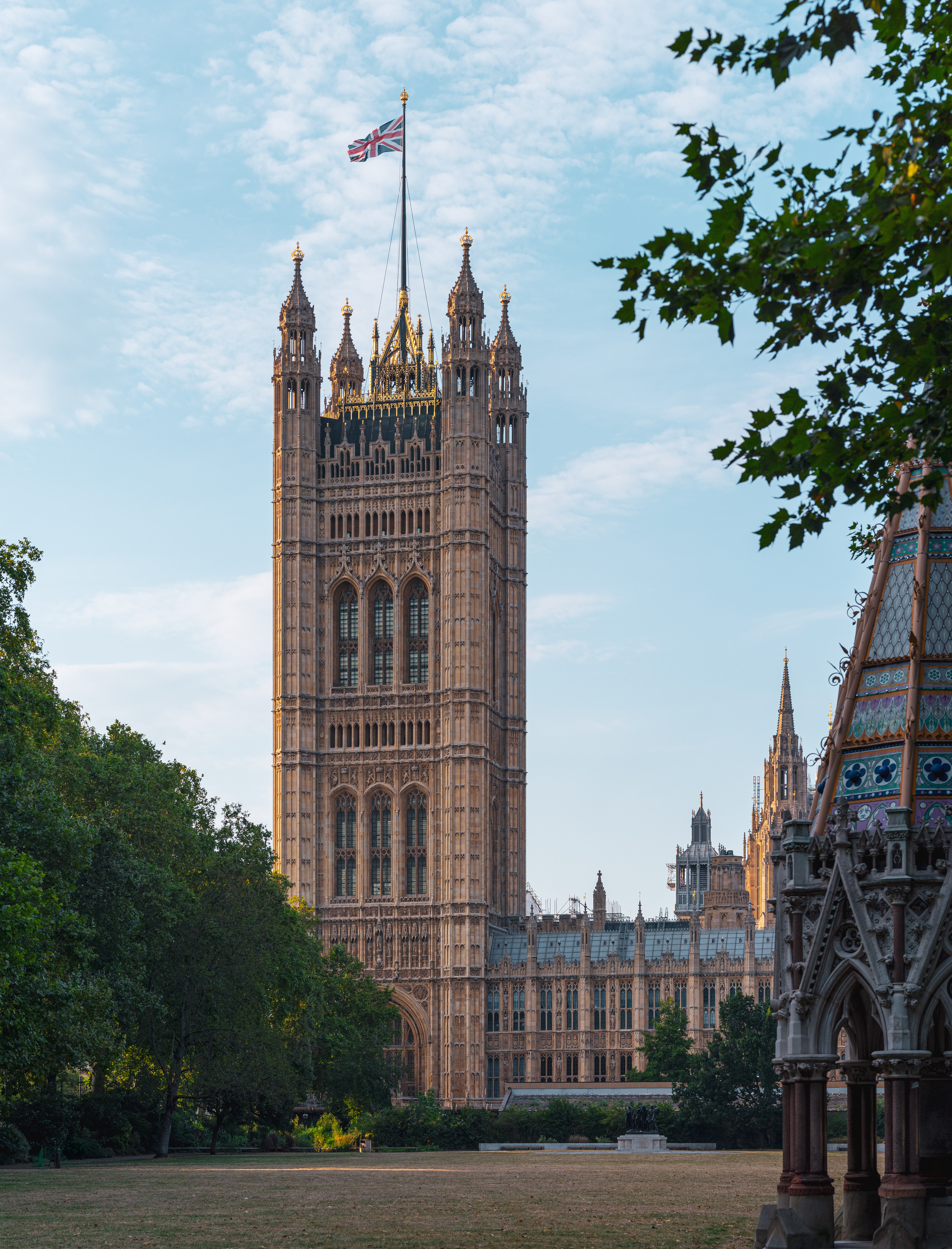
Victoria Tower
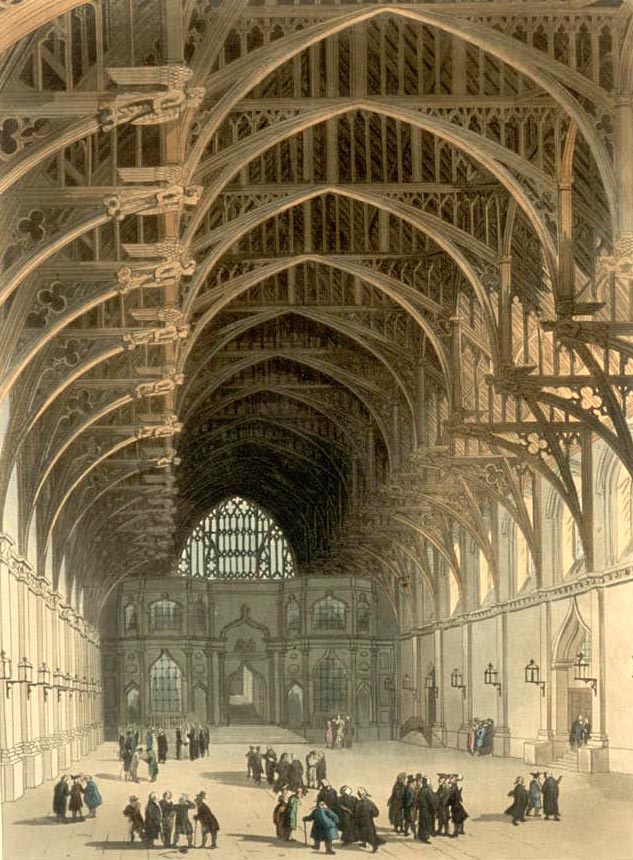
Westminster Hall
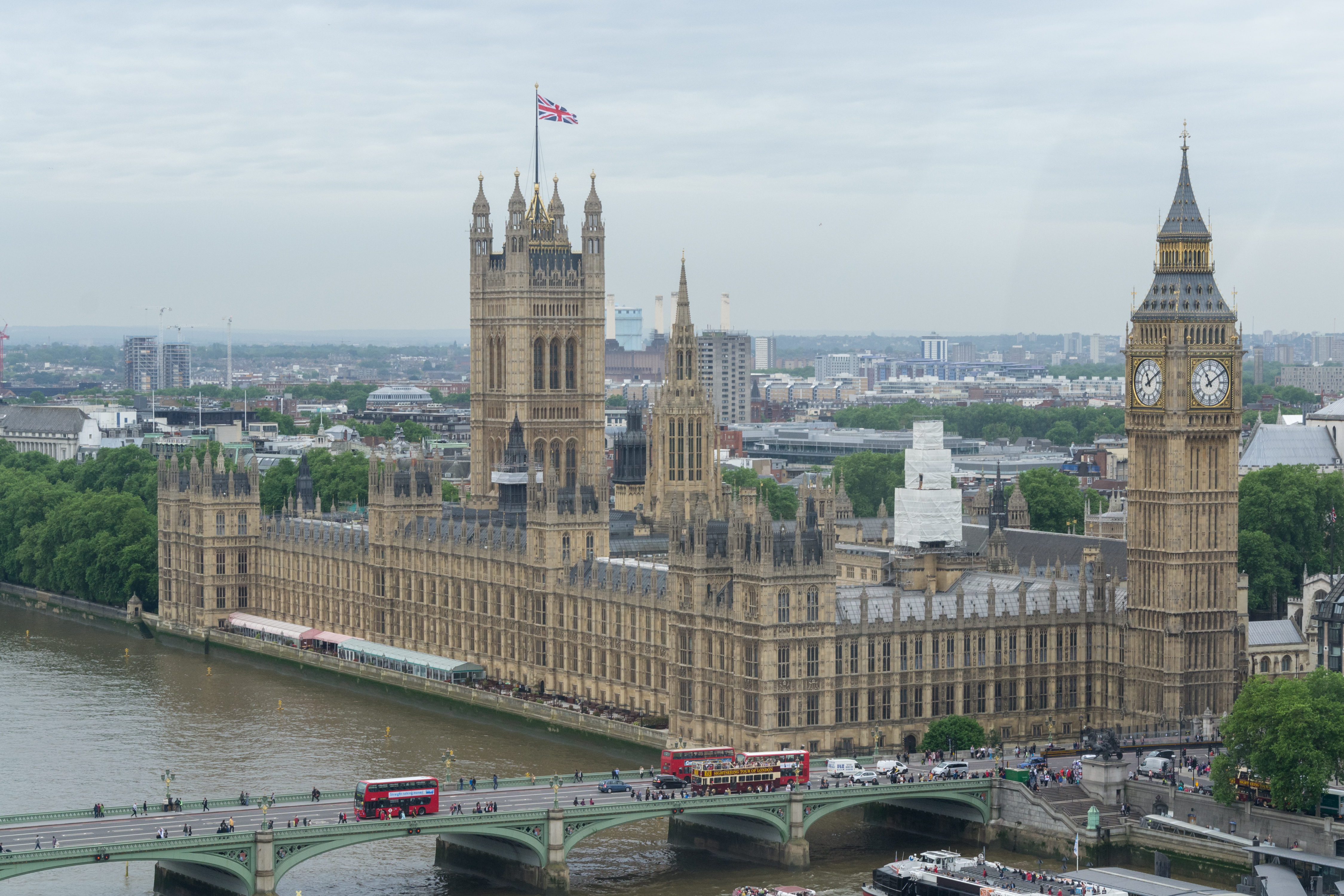
Palace of Westminster vanuit de London Eye
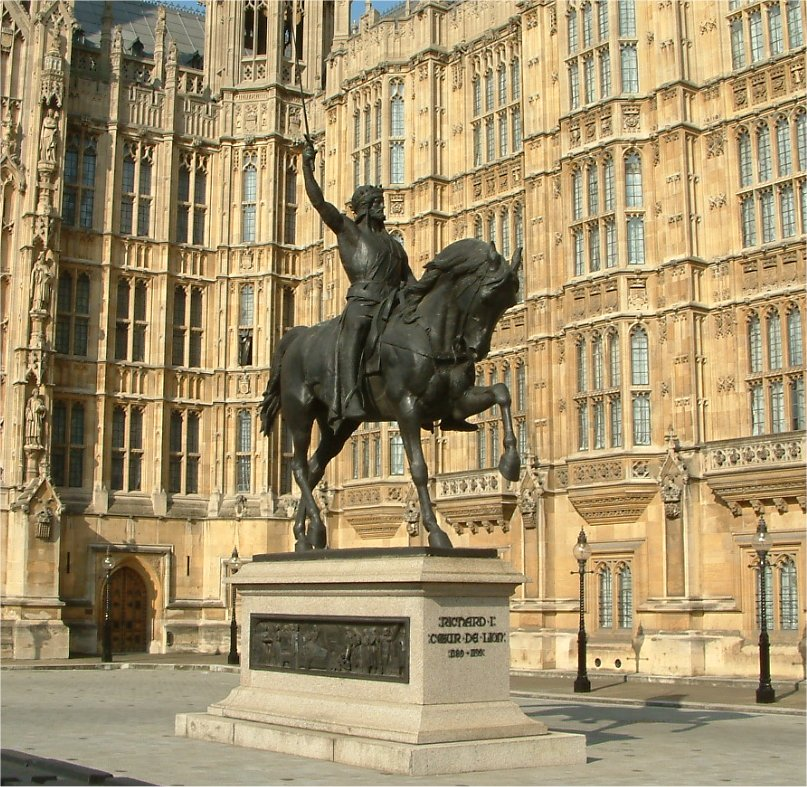
Standbeeld van Richard I van Engeland door Carlo Marochetti

- Gemeinsame Normdatei: 4419985-5
- Library of Congress Control Number: sh85146307
- MusicBrainz: eae32155-1d7f-4fef-bbb9-c988a77f348d
- Nationale Bibliotheek van Tsjechië: xx0273358
- Nationale Bibliotheek van Israël: 987007287164305171
- Trove: 1525801
- Union List of Artist Names: 500301926
- Virtual International Authority File: 172644544